# Albert Schreye
Albert Schreye († 24. Oktober 1424 in Hamburg) war ein deutscher Kaufmann, Ratsherr und Kämmereiherr in Hamburg. Sein Lebenslauf ist ein Beispiel für die frühe Form eines Berufspolitikers im späten Mittelalter.

## Leben und Wirken
Albert Schreye war ein Sohn des Ratsnotars Heinrich Schreye. Er hatte einen älteren Bruder namens Marquard, der für einige Jahre Mitglied des Rates der Stadt Hamburg war. Einer seiner Neffen, der ebenfalls Marquard hieß, war auch in der Hamburger Politik tätig und seit 1387 Ratsherr. Albert Schreye wurde 1380 Ratsmitglied und Rentenbuchführer im Kirchspiel St. Petri, trat zunächst jedoch nicht weiter in Erscheinung. Mit seiner Familie lebte er auf einem großen geerbten Grundstück auf der Neuen Brücke nahe der dortigen Mühlenbrücke. Das Grundstück grenzte nördlich an das Hasenmoor und hatte keinen Zugang zu Alster oder Elbe. 
Albert Schreye war Mitglied der Englandfahrer und erwirtschaftete als Händler ein großes Vermögen. Er war verheiratet mit Margarethe Rhode, deren Familie im Hamburger Rat vertreten war. Aus der Ehe gingen die Söhne Tydeke und Hinrich sowie die Tochter Geseke hervor. Tydeke durfte schon Rentengeschäfte tätigen, als Geseke während Albert Schreyers erster Amtsjahre im Rat zu Welt kam. Der letzte Sohn starb früh.
Nachdem sein Neffe Marquard Mitglied des Hamburger Rats geworden war, gelang Albert Schreye eine politische Karriere in Hamburg. Da er umfangreich im Rat arbeitete und auch Dienstreisen unternahm, ist davon auszugehen, dass er zu dieser Zeit keine Handelsreisen unternahm. Während Marquard Schreye 1390 Bürgermeister von Hamburg wurde, arbeitete Albert Schreye in der Finanzverwaltung. Neben dem Amt des Schossherrn kontrollierte er die Zahlungen des Werkzolls. 1395 erhielt er das Amt des zweiten Kämmereiherrn, das er 29 Jahre innehatte. Im gleichen Zeitraum verwaltete er die Weinvorräte. Mitglied des ruhenden Rates war er für einen Zeitraum von zwei Jahren.
Schreye reiste für den Rat in zahlreiche norddeutsche Städte, darunter Boizenburg, Stralsund, Preußen, Ritzebüttel, Friesland, Groningen, Meppen, Lüneburg, Rostock, Lübeck und Wismar. Dabei musste er oftmals komplizierte diplomatische Verhandlungen führen. 1419 verhandelte er mit Vertretern von Graf Franko im Alten Land. Während der Reisen lernte er Johann Kletze und dessen Vater kennen. Johann Kletze erwarb 1393 ein Grundstück Schreyes, das bei den Stegen lag.
1400 trug Hamburg Konflikte mit den Vitalienbrüdern aus. Albert Schreye rüstete die Schiffe aus und fuhr vom 22. April bis zum Juli desselben Jahres zur See, um mit den Führern der Friesen zu verhandeln. Dabei kam es zu einer Schlacht an der Mündung der Weser, während deren Verlauf Schreye den Befehl gab, mehr als 120 Gegner töten zu lassen. Vor oder während dieser Auseinandersetzung konnten Gödeke Michels und Klaus Störtebeker fliehen. Schreye hätte sie verfolgen können, wollte aber vor dem Hansetag am 21. Juli zurück im Heimathafen sein. Er verhandelte stattdessen viele Verträge mit den Häuptlingen der Friesen, darunter auch das Verbot, gegnerischen Piraten einzuquartieren. Schreye konnte einen eigenen Vogt in Emden einsetzen und somit den Grundstein für Hamburgs spätere Herrschaft über Friesland legen.
1410 kam es zu einer Auseinandersetzung mit Johann Kletze. Kletze gehörte dem Kollegium der Sechsziger von 1410 an und hatte 1410 erfolgreich einen Aufstand angeführt. Schreye handelte vermutlich einen Rezess mit aus, der den Konflikt beilegte, jedoch den Handel mit England beförderte. 1410 heiratete Kletze Schreyes Tochter Geseke. Geseke Schreye war zuvor in erster Ehe mit dem Ratsmitglied Siegfried Clingspor verheiratet gewesen, der politisch nicht in Erscheinung trat, der Familie Schreye jedoch beim politischen Aufstieg half. Nach Kletzes Aufstieg in den Hamburger Rat arbeiteten Schreye und sein Schwiegersohn zusammen. Von 1416 bis 1418 verwalteten beide den Werkzoll und einen neu eingeführten Pfundzoll.
1420 kämpften Hamburg und Lübeck gegen Herzog Erich V. von Sachsen-Lauenburg und eroberten dabei Bergedorf (Vertrag von Perleberg). Schreyes Sohn Tydeke starb während der Kämpfe als beteiligter Soldat. Der Grabstein von Schreyes Sohn ist im Museum für Bergedorf und die Vierlande ausgestellt. Bedingt durch einen Ausbruch der Pest 1421 starben weitere Familienmitglieder Schreyes, darunter dessen Ehefrau und eine Schwiegertochter. Albert Schreye führte in dieser Zeit die Erbebücher und das Contraktenbuch Hamburgs. Kurz vor seinem Tod ließ Schreye Memoiren von Schreibern des Marien-Magdalenenklosters anfertigen. Albert Schreye selbst starb am 24. Oktober 1424 in Hamburg.
Der Einfluss der Familie Schreye auf die Politik in Hamburg und Umland kam wenige Jahre später zum Erliegen: Johann Kletze wurde 1428 hingerichtet, seine Tochter gründete 1429 das Sankt Elisabeth-Hospital. Ferner ist bekannt, dass ein Enkel Schreyes namens Johann 1455 Probst am Kloster Harvestehude wurde.